# Вяз густой
Вяз густой (лат. Ulmus densa) — лиственное дерево, вид рода Вяз (Ulmus) семейства Вязовые (Ulmaceae).

## Распространение и экология
В природе вид неизвестен. Культивируется в Средней Азии.
Произрастает по ущельям, в культурных насаждениях, по арыкам, в садах.
Отличается засухоустойчивостью.

## Ботаническое описание
Дерево высотой до 30 м, с тёмным, прямым стволом диаметром до 1 м и густой широко-пирамидальной кроной, образованной ветвями, начинающимися почти от земли. Кора старых ветвей тёмная; молодых веточек — серая или жёлто-бурая.
Почки тупые, длиной 2—4 мм. Листья плотные, кожистые, продолговато-ланцетные или продолговато-яйцевидные, длиной 5—7 см, шириной 2—3 см, с округло-яйцевидным основанием и острой верхушкой, по краю двоякопильчатые, голые или пушистые, без железок, на рассеянно опушённых черешках. Прилистники продолговатые или линейные, на верхушке часто бородатые.
Плод — крылатка, продолговато-яйцевидная, длиной 2 см, шириной 1,2 см, обыкновенно с ножкой, с округло-яйцевидным основанием.

## Таксономия
Вид Вяз густой входит в род Вяз (Ulmus) семейства Вязовые (Ulmaceae) порядка Розоцветные (Proteales).
|  |                                      |  |                                                             |                                                             |                   |  | ещё 8 семейств (согласно Системе APG II) | ещё 8 семейств (согласно Системе APG II) |                   |  |  |  | ещё около 40 видов |
|  |                                      |  |                                                             |                                                             |                   |  | ещё 8 семейств (согласно Системе APG II) | ещё 8 семейств (согласно Системе APG II) |                   |  |  |  | ещё около 40 видов |
|  |                                      |  |                                                             | порядок Розоцветные                                         |                   |  |                                          |                                          | род Вяз           |  |  |  |                    |
|  |                                      |  |                                                             | порядок Розоцветные                                         |                   |  |                                          |                                          | род Вяз           |  |  |  |                    |
|  | отдел Цветковые, или Покрытосеменные |  |                                                             |                                                             | семейство Вязовые |  |                                          |                                          | вид Вяз густой    |  |  |  |                    |
|  | отдел Цветковые, или Покрытосеменные |  |                                                             |                                                             | семейство Вязовые |  |                                          |                                          |                   |  |  |  |                    |
|  |                                      |  | ещё 44 порядка цветковых растений (согласно Системе APG II) | ещё 44 порядка цветковых растений (согласно Системе APG II) |                   |  |                                          | ещё около 9 родов                        | ещё около 9 родов |  |  |  |                    |
|  |                                      |  |                                                             | ещё 44 порядка цветковых растений (согласно Системе APG II) |                   |  |                                          |                                          | ещё около 9 родов |  |  |  |                    |